# (439077) 2011 LB14
(439077) 2011 LB14 es un asteroide perteneciente al cinturón de asteroides, descubierto el 4 de junio de 2011 por el equipo del Mount Lemmon Survey desde el Observatorio del Monte Lemmon, Arizona, Estados Unidos.

## Designación y nombre
Designado provisionalmente como 2011 LB14.

## Características orbitales
2011 LB14 está situado a una distancia media del Sol de 2,579 ua, pudiendo alejarse hasta 2,998 ua y acercarse hasta 2,160 ua. Su excentricidad es 0,162 y la inclinación orbital 4,435 grados. Emplea 1512,57 días en completar una órbita alrededor del Sol.
Los próximos acercamientos a la órbita de Júpiter ocurrirán el 24 de junio de 2058 y el 8 de noviembre de 2153.
Pertenece a la familia de asteroides de (5) Astrea.

## Características físicas
La magnitud absoluta de 2011 LB14 es 17.23.